# Strychnos subcordata
Strychnos subcordata là một loài thực vật có hoa trong họ Mã tiền. Loài này được Spruce ex Benth. miêu tả khoa học đầu tiên năm 1856.